# 文星書店
文星書店是一間台灣的書店，以出版《文星》雜誌及《文星叢刊》著名，1963年至1966年由李敖擔任主編，在1960年代這書店的出版對台灣青年思想產生重要影響。

## 歷史沿革
1952年，蕭孟能與妻朱婉堅於台北市衡陽路15號創辦文星書店，由葉明勳擔任發行人，蕭孟能擔任社長。文星書店最早的業務是發售及影印外語書籍，也出版了一些翻譯、改編而成的兒童文學圖書。1957年11月，文星書店開始發行《文星》雜誌。
1961年，《文星》雜誌刊登了李敖的文章〈老年人與棒子〉，引起注意。1963年，李敖正式加入文星書店擔任主編，在他的影響下，文星書店主張中國走現代化的道路，強調自由、民主、開明、進步、戰鬥等觀念；同年，《文星叢刊》第一輯出版。據李敖在其回憶錄中所言，1965年5月27日到1965年6月8日舉辦的香港書展，參展單位22間、參展書籍2萬7千4百多冊中，文星書店就獨佔了2萬4535冊、將近總數的百分之九十。
1965年8月31日，台灣警備總司令部（警總）查禁及扣押《文星》雜誌第九十期，理由是雜誌中張湫濤撰寫之《陳副總統和中共禍國文件的攝制》一文中，附刊《中華蘇維埃共和國婚姻條例》原文，「有為匪宣傳之虞，觸犯《台灣省戒嚴期間新聞報紙雜誌圖書管制辦法》第二條第三款」。同年12月，警總查封《文星》雜誌第98期，蕭孟能之父蕭同茲自請文星書店停業。
1966年7月18日，警總查禁了殷海光的《中國文化的展望》、李敖的《為中國思想趨向求答案》、《教育與臉譜》、《歷史與人像》、《文化論戰丹火錄》、《上下古今談》、《傳統下的獨白》、陸嘯釗的《惡法錄及其他》、李聲庭的《人權·法治·民主》、《我志未酬》和艾莎道拉·鄧肯的《鄧肯女士自傳》（于熙儉翻譯）。1966年8月1日，李敖正式離開文星書店。1966年12月24日，胡適夫人江冬秀至法院按鈴申告文星書店負責人蕭孟能盜印胡適遺作。
1968年1月25日午，警總突擊搜查文星書店資料室。同年2月15日，文星書店總經理鄭錫華因「叛亂嫌疑」被捕。2月20日，蕭孟能亦因「叛亂嫌疑」被查，警總指在文星書店資料室查到禁書《思想雜談》。3月16日，文星書店宣佈將於4月1日結業。4月1日，文星書店正式停業。。

## 出版品
- 兒童圖書
  - 《大象》，林良編譯
  - 《我和聯合國》，夏承楹、充生編譯
  - 《小鹿史克白》，林海音編譯
- 《文星》雜誌
- 《文星叢刊》
- 《文星集刊》
- 《古今圖書集成》
- 《古今圖書集成索引》，1964年
- 《怎樣判別是非》，殷海光著，1959年